# Cessna 441 Conquest II
Cessna 441 Conquest II je dvomotorno turbopropelersko letalo, ki ga je zasnovala ameriška Cessna v 1970ih. Je prvo Cessnino letalo s turbopropelerskim motorjem. Conquest II je bil načrtovan z namenom, da bi zapolnil vrzel med reaktivci in batnimi letali družbe. 
Conquest II je razvit iz batnognane Cessne 404 Titan.
Letalo ima dobre STOL sposobnosti, za vzlet je potrebnih samo 544 m steze.

## Specifikacije (Conquest II)
Podatki iz Jane's All The World's Aircraft 1982–83; Taylor 1982, pp. 353–354.
Splošne značilnosti
- Posadka: 1 ali 2 pilota
- Število sedežev: 8-10 potnikov
- Dolžina: 39 ft 0 in (11,89 m)
- Razpon kril: 49 ft 4 in (15,04 m)
- Višina: 13 ft 2 in (4,01 m)
- Površina kril: 253,6 sq ft (23,56 m2)
- Vitkost: 9,6:1
- Aeroprofil: NACA 23018 v korenu, NACA 23019 na konicah
- Teža praznega letala: 5.682 lb (2.577 kg)
- Bruto teža: 9.850 lb (4.468 kg)
- Pogon letala: 2 × Garrett TPE331-8-403S turboprop, 636 shp (474 kW)  vsak
- Propelerji: št. lopatic: 3 McCauley

Zmogljivost
- Maks. hitrost: 340 mph (547 km/h; 295 kn) na višini 16000 ft (4875 m)
- Potovalna hitrost: 298 mph (259 kn; 480 km/h) na višini 35000 ft (10700 m)
- Hitrost pri porušitvi vzgona: 86 mph; 75 kn (139 km/h) s psuščenimi zakrilci in podvozjem
- Doseg: 2.525 mi (2.194 nmi; 4.064 km) na višini 35000 ft (10700 m)
- Višina leta (servisna): 35.000 ft (10.668 m)
- Hitrost vzpenjanja: 2.435 ft/min (12,37 m/s)

Letalska elektronika

- Cessna 1000A Integrated Flight Control System